# Lijst van voetbalinterlands Albanië - Malta
Deze lijst van voetbalinterlands is een overzicht van alle officiële voetbalwedstrijden tussen de nationale teams van Albanië en Malta. De landen hebben tot op heden acht keer tegen elkaar gespeeld. De eerste ontmoeting, een vriendschappelijke wedstrijd, was in Ta' Qali op 16 augustus 1995. Het laatste duel, eveneens een vriendschappelijke wedstrijd, vond plaats op 5 maart 2014 in Tirana.

## Wedstrijden
| № | Plaats   | Datum             | Competitie           | Wedstrijd       | Uitslag |
| - | -------- | ----------------- | -------------------- | --------------- | ------- |
| 1 | Ta' Qali | 16 augustus 1995  | Vriendschappelijk    | Malta − Albanië | 2 − 1   |
| 2 | Ta' Qali | 6 februari 1998   | Vriendschappelijk    | Malta − Albanië | 1 − 1   |
| 3 | Ta' Qali | 10 februari 2000  | Vriendschappelijk    | Malta − Albanië | 0 − 1   |
| 4 | Tirana   | 15 november 2000  | Vriendschappelijk    | Albanië − Malta | 3 − 0   |
| 5 | Tirana   | 22 augustus 2007  | Vriendschappelijk    | Albanië − Malta | 3 − 0   |
| 6 | Tirana   | 10 september 2008 | WK 2010 kwalificatie | Albanië − Malta | 3 − 0   |
| 7 | Ta' Qali | 11 februari 2009  | WK 2010 kwalificatie | Malta − Albanië | 0 − 0   |
| 8 | Tirana   | 5 maart 2014      | Vriendschappelijk    | Albanië − Malta | 2 − 0   |

## Samenvatting
| Competitie        | Totaal gespeeld | Winst Albanië | Gelijk | Winst Malta | Doelsaldo Albanië – Malta |
| ----------------- | --------------- | ------------- | ------ | ----------- | ------------------------- |
| WK-kwalificatie   | 2               | 1             | 1      | 0           | 3 − 0                     |
| Vriendschappelijk | 6               | 4             | 1      | 1           | 11 − 3                    |
| Totaal            | 8               | 5             | 2      | 1           | 14 − 3                    |

Wedstrijden bepaald door strafschoppen worden, in lijn met de FIFA, als een gelijkspel gerekend.